# Бален (Льеж)
Бале́н (фр. Baelen, валлон. Bailou / Bååle / Baole) — коммуна в Валлонии, расположенная в провинции Льеж, округ Вервье. Принадлежит Французскому языковому сообществу Бельгии. На площади 85,73 км² проживают 4060 человек (плотность населения — 47 чел./км²), из которых 49,73 % — мужчины и 50,27 % — женщины. Средний годовой доход на душу населения в 2003 году составлял 12 366 евро.
Почтовый код: 4837. Телефонный код: 087.